# Bahamas i olympiska sommarspelen 1956
Bahamas deltog med fyra deltagare vid de olympiska sommarspelen 1956 i Melbourne. Totalt vann de en bronsmedalj.

## Medaljer

### Brons
- Sloan Farrington och Durward Knowles - Segling.